# The Shadow Side
The Shadow Side è il primo album in studio del cantante Andy Black da solista, pubblicato il 6 maggio 2016, al di fuori del progetto dei Black Veil Brides.

## Tracce
1. Homecoming King – 4:52
2. We Don't Have To Dance – 3:10
3. Ribcage – 3:46
4. Stay Alive (feat. Matt Skiba) – 4:08
5. Love Was Made To Break – 3:25
6. Beautiful Pain – 3:32
7. Put The Gun Down – 3:44
8. Drown Me Out – 2:50
9. Paint It Black – 4:11
10. Break Your Halo – 3:27
11. Louder Than Your Love – 3:28
12. Broken Pieces – 3:35
13. The Void – 4:49